# Spermacoce heteromorpha
Spermacoce heteromorpha là một loài thực vật có hoa trong họ Thiến thảo. Loài này được Dessein mô tả khoa học đầu tiên năm 2006.